# Brazoria (Texas)
Pour les articles homonymes, voir Brazoria.
Brazoria (en anglais [brəˈzɔːriə]) est une ville du comté de Brazoria, dans l’État du Texas, aux États-Unis. Sa population s’élevait à 3 019 habitants lors du recensement de 2010.

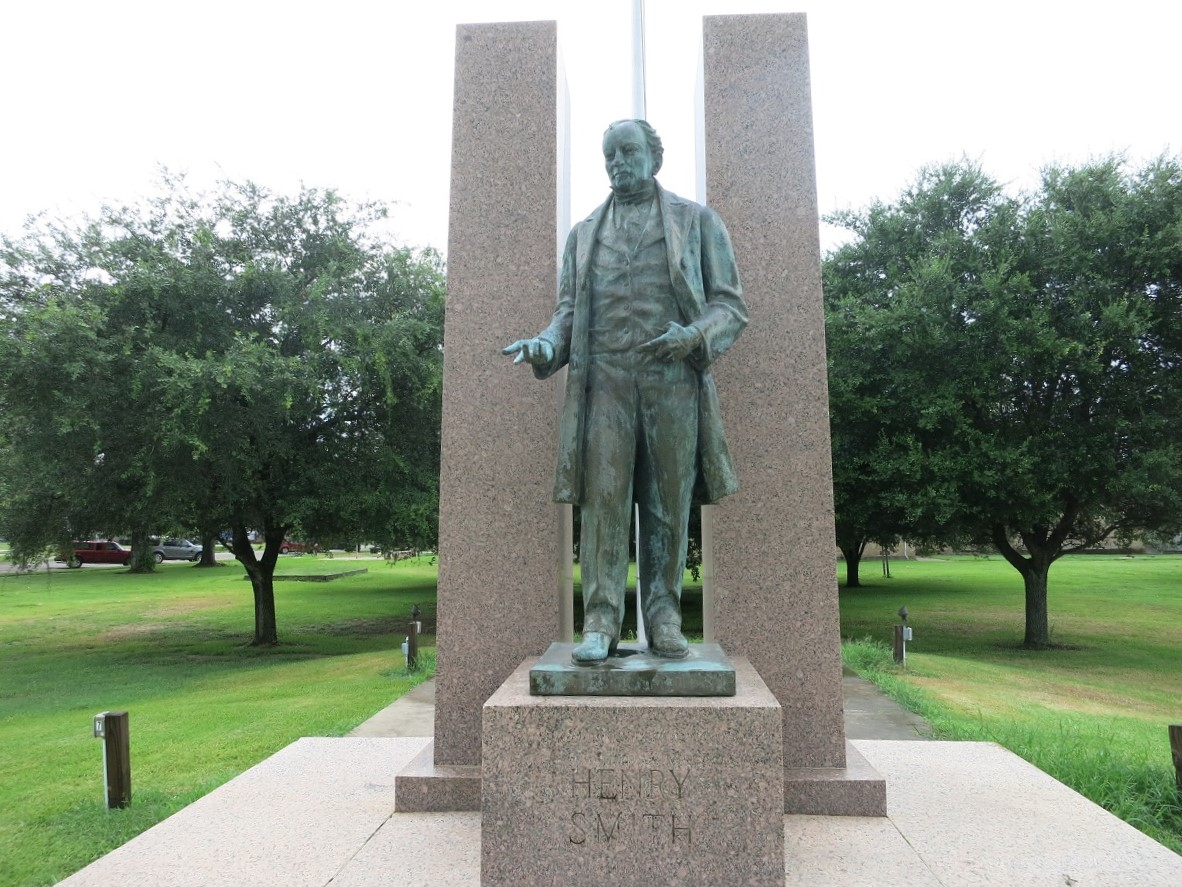
La photo montre une statue d'Henry Smith au Civic Center

Brazoria fait partie du Grand Houston.

## Transports
Brazoria possède un aéroport (Eagle Air Park, code AITA : BZT).

## Source
- (en) Cet article est partiellement ou en totalité issu de l’article de Wikipédia en anglais intitulé « Brazoria, Texas » (voir la liste des auteurs).